# Irene Blahy
Irene Blahy, verheiratete Messner (* 26. April 1888 in Wien; † 9. Januar 1975 ebenda) war eine österreichische Textilkünstlerin und Fotografin.

## Leben und Werk
Irene Louise Blahy war die Tochter von Ernestine (geborene Kohn) und Wilhelm Paul Blahy, einem Zahnarzt.
In den Jahren 1901 bis 1906 besuchte sie die Kunstschule für Frauen und Mädchen. Praxiserfahrung erwarb sie als Schnittzeichnerin und Kleidernäherin. 1910 bis 1911 war sie Hospitantin der Kunstgewerbeschule Wien in der Textilwerkstätte bei Rosalia Rothansl. Zusammen mit Grete Berger, Helene Klimt und Paula Lustig fertigte sie die Ornamente für das Marien-Ornat des Stifts Klosterneuburg. Diese herausragende kunsthandwerkliche Arbeit des Jugendstils war von Anton Hofer entworfen worden. Die Leitung der Ausführung hatte Rothansl inne. Die figuralen Teile wurden von Maria Bernhuber und Marie Händler ausgeführt. 1911 nahm die Wiener Werkstätte einen Fächer von Blahy in Kommission. 1911 bis 1914 besuchte sie die Graphische Lehr- und Versuchsanstalt. Ab 1919 bis 1931 führte sie das eigene „Atelier für moderne Photobildnisse und kunstgewerbliche Arbeiten“. Ihre Porträt-, Theater- und Modefotos erschienen regelmäßig in Illustrierten.
Im Jahr 1913 heiratete sie den Architekten Franz Messner (1873–1942), einen Hoffmann-Schüler und Mitbegründer der „Wiener Kunst im Hause“. Als Tochter konvertierter Juden überlebte Blahy die Zeit des Nationalsozialismus in Wien. Ihr Ehemann wurde 1941 wegen sogenannter „jüdischer Versippung“ von der Gesellschaft bildender Künstler Österreichs ausgeschlossen.

## Werke (Auswahl)
- vor 1912: Fächer[4][5]
- vor 1912: Schalartiger Umhang mit Stickerei und Pelzbesatz[6]
- vor 1912: Beutel aus Knüpfarbeit[7][8]

## Ausstellungen
- 1911: Textilausstellung, Kunstgewerbeschule[1]
- 1911/1912: Ausstellung österreichisches Kunstgewerbe, Österreichisches Museum für Kunst und Industrie[1]
- 1912: Frühjahrsausstellung österreichisches Kunstgewerbe, Österreichisches Museum für Kunst und Industrie[1]
- 1913: Ausstellung Wiener Kunstgewerbeverein[1][9]

Posthum
- 2021: „Die Frauen der Wiener Werkstätte.“ MAK – Museum für angewandte Kunst[10]